# Sophia Duleep Singh
La princesa Sophia Alexandrovna Duleep Singh (Suffolk, Inglaterra, 8 de agosto de 1876 - Buckinghamshire, 22 de agosto de 1948) fue una prominente sufragista del Reino Unido. Pionera en la lucha por los derechos de las mujeres en Reino Unido, es conocida principalmente por su papel en la Women's Tax Resistance League (Liga de Resistencia Fiscal de las Mujeres) y su participación en otros grupos de sufragio femenino, como la Women's Social and Political Union (WSPU) (Unión Social y Política de las Mujeres).

## Primeros años
Sophia Duleep Singh nació el 8 de agosto de 1876 en Belgravia, Londres, y vivió en Suffolk. Fue la tercera hija del maharajá Duleep Singh (último maharajá del Imperio Sij) y su primera esposa, Bamba Müller. Bamba era hija de Ludwig Müller, un banquero alemán en Todd Müller and Company, y Sofía, su amante, de ascendencia abisinia. El maharajá y Bamba tuvieron diez hijos, de los que sobrevivieron seis. Singh combinaba así ascendencia india, europea y africana con una educación aristocrática británica. Su padre había sido forzado a abdicar su reino a la Compañía Británica de las Indias Orientales a los 11 años y dar el diamante Koh-i-Noor a Lord Dalhousie. Obligado al exilio de la India por los británicos a los 15 años, viajó a Inglaterra, donde la reina Victoria se encargó de sus gastos; es posible que fuera, debido a su belleza y su porte regio, el amor platónico de la reina. En Londres, Duleep Singh se convirtió al cristianismo. Posteriormente, se reconvertiría al sijismo y apoyaría la independencia de la India al darse cuenta de que había sido engañado y podría tener un imperio.
Singh tenía cuatro hermanas, incluidas dos medio hermanas, y cuatro hermanos. Entre los hermanos de Singh se encontraba Frederick Duleep Singh; sus dos medio hermanas eran Catherine Hilda Duleep Singh, sufragista, y Bamba Duleep Singh.
En 1886, su padre intentó volver con la familia a la India, lo que suponía un enfrentamiento con el gobierno británico; fueron detenidos Adén. Poco después, a los 10 años, Singh contrajo fiebre tifoidea. Mientras la cuidaba, su madre se contagió, entró en coma y murió el 17 de septiembre de 1887. El 31 de mayo de 1889, su padre se casó en segundas nupcias con Ada Wetherill, criada, y tuvo dos hijas.
La reina Victoria sentía afecto por Duleep Singh y su familia, especialmente por Singh, su ahijada, y la animó a ella y sus hermanas a integrarse en la alta sociedad. Singh desarrolló interés por la fotografía, el ciclismo, los concursos de perros de raza y la moda parisina y era invitada a fiestas.
El 22 de octubre de 1893, su padre murió en un deteriorado hotel de París a la edad de 55 años. Singh heredó una fortuna cuantiosa y, en 1898, la reina Victoria le concedió una apartamento de gracia y favor en Faraday House, Hampton Court. Durante un tiempo, Singh no vivió en Faraday House, sino en Manor House en Old Buckenham, cerca de su hermano el príncipe Frederick.
El gobierno británico disminuyó su vigilancia sobre la tímida, silenciosa y afligida Singh, lo que ulteriormente se demostraría un exceso de confianza. Singh viajó a escondidas a la India con su hermana Bamba para acudir a la Delhi Durbar de 1903, pero no fue escuchada. Esto hizo reflexionar a Singh sobre la futilidad de la popularidad pública y mediática y, a su vuelta a Inglaterra, decidió tomar medidas. Durante un viaje a India en 1907, visitó Amritsar, ciudad sagrada de los sijes, y Lahore, capital del imperio sij iniciado por su abuelo, y conoció a parte de su familia. Esta estancia supuso un punto de inflexión en su vida, al conocer la realidad de la pobreza y lo que su familia había perdido al someterse al gobierno británico. En India, Singh organizó una «fiesta purdah» en Shalimar Bagh, Lahore. Durante su visita, se relacionó con activistas por la libertad indios como Gopal Krishna Gokhale y Lala Lajpat Rai, expresándoles su apoyo. Singh admiraba a Rai, y su encarcelamiento por parte de los británicos bajo "cargos de sedición" volvió a Singh en contra del imperio.
En 1909, su hermano compró Blo' Norton Hall en South Norfolk para él y una casa en Blo' Norton, Thatched Cottage, para sus hermanas. Ese año, Singh fue invitada a una fiesta de despedida en el hotel Westminster Palace en honor de Mahatma Gandhi.
Bamba Duleep Singh, la hermana mayor de Singh, se casó con el Dr. Coronel Sutherland, director de la King Edward's Medical College en Lahore. No tuvieron hijos.[cita requerida]

## Madurez y activismo

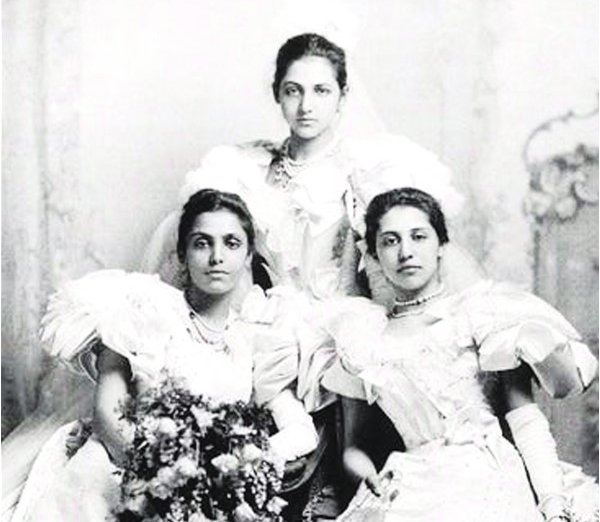
Sophia Duleep Singh (derecha), con sus hermanas Bamba y Catherine

Tras volver de la India en 1909, Singh se unió a la Women's Social and Political Union (WSPU) con el apadrinamiento de Una Dugdale, amiga de las hermanas Pankhurst. Emmeline Pankhurst había cofundado la Women's Franchise League (Liga para el Sufragio de las Mujeres) en 1889. En 1909, Singh era una prominente activista del movimiento por el sufragio de las mujeres, financiando grupos de sufragistas y encabezando la causa. Se negó a pagar impuestos, alienando al gobierno; el rey Jorge V preguntó exasperado «Have we no hold on her?» («¿No tenemos forma de controlarla?»).
Aunque su principal objetivo eran los derechos de las mujeres en Inglaterra, Singh y sus compañeras sufragistas también promovieron movimientos similares en las colonias británicas. Apreciaba su herencia india, pero no se sentía atada a una única nación y apoyaba la causa de las mujeres en distintos países. Su título de princesa fue útil. Singh vendió ejemplares de un periódico sufragista en el exterior de Hampton Court Palace, donde la reina Victoria había permitido vivir a su familia. Según una carta de Lord Crewe, el rey Jorge V tenía la potestad de expulsarla pero jamás lo hizo.
El 18 de noviembre de 1910, Singh, Emmeline Pankhurst, Marjorie Hasler y otras activistas se presentaron en la House of Commons con la intención de reunirse con el primer ministro H. H. Asquith. El secretario de Estado ordenó su expulsión y muchas de las mujeres fueron heridas. El incidente llegaría a conocerse como Black Friday («Viernes Negro»).
Al principio, Singh mantenía un perfil bajo; en 1911 evitaba hablar en público o en las reuniones de la Women's Social and Political Union. Rechazó presidir reuniones alegando ser «quite useless for that sort of thing» («bastante negada para ese tipo de cosas») y sólo diría «five words if nobody else would support the forthcoming resolution» («unas palabras si nadie más apoyara la incipiente resolución»). Sin embargo, Singh acabaría presidiendo y hablando en varias reuniones. Mithan Tata y su madre Herabai conocieron a Singh en India en 1911 y advirtieron que Singh llevaba una pequeña placa amarilla y verde con su lema «Votes for women» («Votos para las mujeres»).
Singh autorizó una subasta de sus pertenencias en beneficio de la Women's Tax Resistance League (WTRL; Liga de Resistencia Fiscal de las Mujeres). Solicitó suscripciones a la causa, y fue fotografiada vendiendo el periódico The Suffragette en el exterior de su casa. El 22 de mayo de 1911, Singh fue multada con £3 por un tribunal de Spelthorne por tener ilegalmente un carruaje, un sirviente y cinco perros (hasta 1987, en Gran Bretaña era obligatorio pagar una licencia para perro), así como por usar un armorial. Alegó que no debería pagar las tasas de las licencias si no tenía derecho a votar.
En julio, un alguacil se presentó en casa de Singh para cobrar una multa de 14 shillings (s; moneda sustituida por la de cinco peniques en 1971) que ella se negó a pagar. Debido a ello, la policía le confiscó y subastó un anillo con diamantes; un amigo lo compró y se lo devolvió. En diciembre de 1913, Singh fue multada con £12/10s por negarse pagar las tasas de las licencias para dos perros, un carruaje y un sirviente.
El 13 de diciembre de 1913, se presentó juntas a otras miembros de la WTRL en los tribunales y fue acusada otra vez de tener perros sin una licencia. Singh intentó lanzarse contra el coche del primer ministro H. H. Asquith sosteniendo un cartel donde ponía «Give women the vote!» (¡Dele el voto a las mujeres!). Estaba a favor de la producción de bombas, apoyando la anarquía en Gran Bretaña. A pesar de sus actividades como sufragista, nunca fue arrestada; es posible que se debiera a que, estando vigilada por las autoridades, éstas no quisieran convertirla en una mártir.
Durante la Primera Guerra Mundial, Singh apoyó inicialmente a los soldados indios y lascares trabajando en la armada británica y se unió a una marcha de protesta de 10 000 mujeres contra la prohibición de mujeres voluntarias. Se presentó voluntaria como enfermera en el British Red Cross Voluntary Aid Detachment («destacamento de ayuda voluntario de la Cruz Roja británica»), trabajando en un hospital militar auxiliar en Isleworth desde octubre de 1915 a enero de 1917. Atendió a soldados indios heridos que habían sido evacuados desde el Frente Occidental Los soldados sijes no podían creer «that the granddaughter of Ranjit Singh sat by their bedsides in a nurse's uniform» («que la nieta de Ranjit Singh se sentara junto a sus camas en un uniforme de enfermera»).
Tras la promulgación en 1918 de la Representation of the People Act («Ley de representación del pueblo de 1918»), que permitía a las mujeres mayores de 30 años votar, Singh se unió a la Suffragette Fellowship (Hermandad o Comunidad Suffragette) y fue miembro hasta su muerte. Creó tendencia en Inglaterra y Nueva Delhi con su organización del Día de la Bandera para las tropas indias ese año. En septiembre de 1919, Singh alojó a soldados indios en Faraday House. Cinco años más tarde, realizó su segundo viaje a la India con Bamba y el coronel Sutherland. Singh visitó Cachemira, Lahore, Amritsar y Uria, donde multitudes se desplazaron para ver a las hijas del antiguo maharajá. Esta visita impulsó el sufragio femenino en India.
Singh recibió una placa de honor junto a Emmeline Pankhurst en el movimiento suffragette. Su único objetivo en la vida era el avance de las mujeres. La reina Victoria había regalado a Singh una elaboradamente trabajada muñeca llamada Little Sophie (Pequeña Sophie), que se convirtió en su más preciada posesión y, cerca del final de su vida, se la regaló a Drovna, la hija de su ama de llaves.

## Méritos
En 1928, se otorgó un consentimiento real a la Equal Franchise Act (Ley de Igualdad), permitiendo a las mujeres mayores de 21 años votar en igualdad con los hombres.  En 1930, Singh fue presidenta del comité encargado de la decoración floral en la inauguración de la estatua de Emmeline Pankhurst en el jardín de la Torre Victoria. A pesar de cierta evidencia, Singh no fue presidente de la Suffragette Fellowship, establecida en 1930, tres la muerte de Pankhurst. En la edición de 1934 de Who's Who, Singh describe «the advancement of women» («el avance de las mujeres») como el propóstio de su vida. Apoyó diferentes causas de igualdad y justicia y jugó un significante papel en un momento crucial de la historia de Inglaterra e India.

## Fallecimiento
Singh murió mientras dormía el 22 de agosto de 1948 en Colehatch House, en Penn, Buckinghamshire, una antigua residencia de su hermana Catherine, y fue incinerada el 26 de agosto de 1948 en el crematorio Golders Green. Antes de morir, había expresado su deseo de ser cremada de acuerdo a los ritos sijes y que sus cenizas fueran esparcidas en India. Su testamento se validó en Londres el 8 de noviembre de 1948, ascendiendo la suma de su patrimonio a £58 040  0s. 11d. (equivalente aproximadamente a £2 126 032 en 2019).

## Reconocimiento póstumo
Singh aparece en el conjunto Votes for Women (Votos para las mujeres) de sellos conmemorativos del Royal Mail publicado el 15 de febrero de 2018. Se encuentra en el sello de 1.57£ con el texto The Suffragette.
Su nombre y retrato (junto a los de otros 58 activistas por los derechos de la mujer) están inscritos en el pedestal de la estatua de Millicent Fawcett en Parliament Square, Londres, inaugurada en abril de 2018.
El documental Sophia: Suffragette Princes (2015) trata su persona y aparece en No Man Shall Protect Us: The Hidden History of the Suffragette Bodyguards (2018), encarnada por la actriz Aila Peck.

## Otras fuentes
- Rozina Visram, "Duleep Singh, Princess Sophia Alexandra (1876–1948)", Oxford Dictionary of National Biography, Oxford University Press, septiembre de 2004

- Datos: Q7562875
- Multimedia: Sophia Duleep Singh / Q7562875